# レオン・グーセンス
レオン・グーセンス（Léon Goossens, CBE, 1897年 - 1988年）は、イギリスのオーボエ奏者。

## 経歴
ベルギー系イギリス人の作曲家・指揮者ユージン（ウジェーヌ）・グーセンス (Sr.) を父とし、やはり作曲家・指揮者のユージン・グーセンス (Jr.) を兄としてリヴァプールに生れる。妹のマリー、シドニーは共にハープ奏者。ロンドンの王立音楽院で学び、幾つかのオーケストラで首席をつとめたが、後年は常設ポストに就かず、ソロ活動を中心としたため、SPレコード時代から多くの録音を遺している。

## 演奏家としての位置づけ
基本的にオーケストラ楽器であるオーボエの、ソロの面での可能性を追求した演奏家として、20世紀前半を代表する存在である。多くの作曲家に作品を委嘱し、現代の演奏家の定番となっているものも多い。

## 著書
Leon Goossens + Edwin Roxburgh  "Oboe" (Yehudi Menuhin Music Guides No.4)
Macdonald and Jane's, London ISBN 0 356 08416 7